# 火山岩
火山岩（かざんがん、英: volcanic rock）は、マグマ由来の岩石（火成岩）のうち、火口近くで急激にマグマが冷えて固まったもの。多くは火山から噴出されてできるため、噴出岩（ふんしゅつがん、effusive rock）ということもある。対応する火成岩の深成岩に比べ、岩石中の鉱物の粒が小さいことと、石基を持つ点が異なる。

化学組成による火山岩の分類

火山岩という名称は火成岩とまぎらわしいが、火成岩は火山岩や深成岩を含む、マグマからできた岩石の総称である。

## 斑状組織
火山岩には、斑晶（はんしょう、phenocryst）と石基（せっき、groundmass）が含まれることが多い。斑晶や石基から構成される組織を斑状組織（はんじょうそしき、porphyritic texture）という。
斑晶は、粗粒の結晶で、噴出前にマグマだまり内で結晶化されたものである。石基は、細粒の鉱物やガラスにより構成されている部分のことで、火山噴出時に急冷されることで形成された。

## 主な火山岩
- 超塩基性岩 - コマチアイト
- 塩基性岩 - 玄武岩、粗面玄武岩
- 中性岩 - 安山岩、粗面安山岩
- 酸性岩 - デーサイト、流紋岩、粗面岩

- 玄武岩
- 安山岩
- 流紋岩
- 響岩

## 火山岩の産状
- 溶岩
- 凝灰岩
- 火山砕屑岩

## 利用
加熱すると冷めにくいことから、余剰電力で火山岩を750℃程度に熱し、必要な時に取り出した熱で蒸気タービンを回して発電する「岩石蓄電」に使われる。  